# Hartmut Piontek
Hartmut Piontek (* 8. Juli 1953) ist ein ehemaliger deutscher Fußballspieler, der in den 1970er-Jahren für Chemie Leipzig in der DDR-Oberliga, der höchsten Liga im DDR-Fußball, spielte.

## Sportliche Laufbahn
Bevor Hartmut Piontek 1975 zur Betriebssportgemeinschaft (BSG) Chemie Leipzig wechselte, hatte er seit 1971 bei der BSG Lokomotive Delitzsch in der drittklassigen Bezirksliga Leipzig gespielt. Beim Oberligaaufsteiger Chemie Leipzig war in der Saison 1975/76 der ausgeschiedene Stammverteidiger Ulrich Rothe zu ersetzen. Der 22-jährige Piontek sollte dessen Position übernehmen, wurde aber nur in vier Oberligaspielen am Anfang der Saison sowie in drei der fünf Spiele der DFV-Toto-Sonderrunde im Juni 1976 eingesetzt. Stattdessen spielte er mit der 2. Mannschaft wieder in der Bezirksliga. Die 1. Mannschaft stieg nach einem Jahr erneut in die DDR-Liga ab, auch für diese Spielzeit 1976/77 wurde Piontek in deren Kader aufgenommen. Er kam aber in der DDR-Liga nicht zum Einsatz und spielte weiter in der Bezirksligamannschaft. 
Nach zwei Spielzeiten bei Chemie Leipzig wechselte Piontek zur Saison 1977/78 zum Bezirksligisten Stahl Nordwest Leipzig. Am Saisonende wurde er mit den Stahlwerkern Bezirksmeister und stieg mit der Mannschaft in die DDR-Liga auf. Anschließend gab es bis 1984 ein ständiges Auf und Ab zwischen DDR-Liga und Bezirksliga. Piontek bestritt mit der BSG Stahl vier DDR-Liga-Spielzeiten mit insgesamt 88 Punktspielen, in denen er 71-mal eingesetzt wurde und 1981 für Stahl NW sein einziges Punktspieltor im höheren Ligenbereich erzielte. 1978/79 und 1980/81 war er mit 43 Spielen Stammspieler, 1981/82 fehlte er bei sechs Partien, darunter drei wegen eines Feldverweises. Als 30-Jähriger bestritt er 1983/84 seine letzte DDR-Liga-Saison. Er wurde nur noch sporadisch eingesetzt und fehlte erneut dreimal wegen einer Rotsperre. In allen DDR-Liga-Spielzeiten war er Abwehrspieler, meist in der Innenverteidigung. 
Nachdem Stahl Nordwest Leipzig 1984 zum wiederholten Male aus der DDR-Liga abgestiegen war und für längere Zeit drittklassig geblieben war, war Pionteks Laufbahn in der Erst- und Zweitklassigkeit beendet.